# Tongvančeng
Tongvančeng (kitajsko 統萬城, pinjin Tǒngwànchéng)  je bil v obdobju šestnajstih kraljestev v začetku 5. stoletja glavno mesto šiungnujske dinastije Hu Šja. Mesto je stalo na južnem robu Maovusujskih peščin v puščavi Ordos na nekdaj strateškem mestu v središču Ordoške planote. Ime Tongvančeng pomeni "mesto, ki vlada deset tisočem". Je največje do zdaj odkrito urbano središče južnega Šiungnuja. Ruševine mesta so dobro ohranjene in se nahajajo v okrožju Džingbian v provinci Šaanši, blizu meje z Notranjo Mongolijo. Mesto je raziskano, vendar še ni v celoti izkopano. Nekaj elementov mesta je obnovljenih. 

## Zgodovina
Mesto je zgradilo okoli 100.000 Šiungnujev iz dinastije Hu Šja pod vodstvo Helian Boboja (cesar Vulie) leta 419. Helian Bobo, znan tudi po sinificiranem priimku Liu Bobo, je bil potomec šiungnujskega čanjuja, ki je ustanovil svoje stepsko cesarstvo v 3. stoletju pr. n. št.  Helian Bobo je umrl leta 425. Na cesarskem položaju ga je nasledil sin Helian Čang. 
Helian Bobo je želel, da bi bilo mesto popolnoma neprepustno, zato je za arhitekta izbral svojega krutega generala Čigan Alija, ki je postavil izjemno stroga pravila za gradnjo. Čigan je ukazal, da se zemlja za gradnjo obzidja popari, da bi bila bolj trdna in obstojna. Med gradnjo je pogosto sam preskušal trdnost obzidja. Če se je železen klin vdrl več kot palec globoko, so bi bili delavci, zadolženi za ta del zidu, usmrčeni. 
Mesto je bilo večinoma leseno. Imelo je zelo debelo zunanje obzidje, z belo glineno zemljo in rižem v prahu  pobarvano na belo.  Od daleč naj bi bilo belo mesto videti kot velikanska ladja. V središču mesta je bilo jezero. V Knjigi Džina je sodoben opis mesta:  
"Hrib je lep. Pred njim je široka ravnina, na njej pa jezero čiste vode. Potepal sem po mnogih krajih, a nisem videl dežele, katere lepota bi se lahko primerjala s tem krajem."
Na vrhuncu moči je imelo mesto okoli 10.000 prebivalcev. V določenih letnih obdobjih se je mesto močno razširilo s prihodom nomadov, ki so taborili okoli mesta. 
Bela mesta so bila na splošno obredna in statusna središča, zgrajena po osvojitvi, in ne utrjene vojaške postojanke. Bela barva je bila za Šiungnuje sveta. Debelo obzidje je bilo zapuščina burnega vojnega obdobja, v katerem je bilo mesto zgrajeno. Grožnje niso bile samo zunanje, ampak tudi notranje. Helian Boboja, na primer, je po dinastičnem sporu leta 424 napadel njegov namestnik Helian Gui. 
Leta 426 je cesar Tajvu iz Severnega Veja napričakovano napadel Tongvančeng. Med kratkim vdorom v mesto je uspel požgati le glavni tempelj in opustošiti okolico. Reka Vuding in jezero sta kasneje presušila, verjetno zaradi krčenja gozdov. Mesto je nato postopoma zasul puščavski pesek.  
Šiungnuji so še naprej živel v regiji do 7. ali 8. stoletja. Leta 786 je mesto osvojila tibetanska vojska, leta 1206 pa so ga napadli Džurčeni. Od zgodnjega 15. stoletja dalje se mesto v kitajskih virih nič več ne omenja.  
Kitajski arheologi so mesto raziskali šele v 2000. letih. Obnovljena je bila mestna ploščad Jongan, kjer so cesar in dostojanstveniki pregledovali svojo vojsko. 
Mesto se v starih zapisih imenuje tudi Tong Van Čeng, Tongvan-čeng, Tongvan, Šja Džov, Bajčengdzi ali Baj Čeng (Belo mesto). 